# جوزف مایکل یانگ
جوزف مایکل یانگ (انگلیسی: Joe Young؛ زادهٔ ۲۷ ژوئن ۱۹۹۲) بازیکن بسکتبال اهل ایالات متحده آمریکا است.

## فعالیت ورزشی

### باشگاهی
از باشگاه‌هایی که در آن بازی کرده‌است می‌توان به بسکتبال مردان اورگن داکس اشاره کرد.